# Danske Talesprog
Danske Talesprog er et dansk videnskabeligt tidsskrift.
Tidsskriftet udgives fra Center for Dialektforskning, Institut for Nordiske Studier og Sprogvidenskab ved Københavns Universitet og behandler sproglig variation i dansk, såsom dialekter og sociolekter og — trods titlen — også skriftsprog i sociale medier.
Danske Talesprog er en videreførelse af Danske Folkemål som udkom fra 1927 til 1999.
Frem til 2022 udkom Danske Talesprog på tryk, men skiftede det år til udelukkende at være et online tidsskrift med open access.
Indsendte artikler bliver fagfællebedømt og kan være på dansk, svensk eller norsk.
Udgaver af tidsskriftet er tilgængelig fra tidsskrift.dk-platformen.